# Il sogno di Ossian
Il sogno di Ossian (Le Songe d'Ossian) è un dipinto dell'artista francese Jean-Auguste-Dominique Ingres, realizzato nel 1813. L'opera ritrae il poeta leggendario Ossian che dorme e sogna parenti, guerrieri e divinità che appaiono al di sopra di lui. Ingres fu influenzato dalle opere ossianiche dei suoi contemporanei, come le traduzioni presunte dei poemi di Ossian di James Macpherson, il dipinto di François Gérard Ossian che evoca i fantasmi (1801) e l'opera di Jean-François Lesueur Ossian, ou Les bardes (1803).
Il dipinto era stato realizzato per la stanza da letto dell'imperatore dei francesi Napoleone al palazzo del Quirinale a Roma, ma venne riacquistata da Ingres nel 1835. Al dipinto vennero apportate delle modifiche incompiute nella composizione e l'opera venne lasciata in eredità al museo Ingres alla morte dell'artista nel 1867. Sebbene la critica successiva abbia descritto l'opera come una "grisaglia" e "bizzarra", altri videro il quadro come caratteristico del neoclassicismo o del romanticismo.

## Storia
Ossian, il soggetto della tela, sarebbe stato un poeta gaelico cieco che sarebbe vissuto nel terzo secolo dell'era volgare. Negli anni 1760, James Macpherson pubblicò dei testi attribuiti a Ossian, che egli disse di aver riscoperto e tradotto dal gaelico all'inglese. Al successo delle opere tradotte in Gran Bretagna seguì una propagazione della passione per Ossian in tutta Europa. Una delle poesie fu tradotta in francese nel 1762 e l'insieme dei testi fu tradotto nel 1777. Tuttavia, fu la traduzione in italiano di Melchiorre Cesarotti quella che avrebbe letto il futuro imperatore dei francesi. Napoleone Bonaparte divenne un ammiratore fervido di Ossian e si dice addirittura che portasse con sé una copia delle sue opere in battaglia.
Anche se gli artisti francesi si rivolsero a Ossian più tardi rispetto al resto dell'Europa, il mecenatismo di Napoleone divenne uno stimolo per molte opere ossianiche. Nel 1800, Napoleone ordinò agli architetti Charles Percier e Pierre-François-Léonard Fontaine di decorare la sua residenza estiva, il castello di Malmaison. Nel 1801, furono commissionati dei dipinti per quel castello a François Gérard e Anne-Louis Girodet che avessero come soggetto Ossian. Napoleone fu anche il dedicatario dell'opera Ossian, ou Les bardes, musicata da Jean-François Lesueur nel 1803, e partecipò alla prima nel 1804.

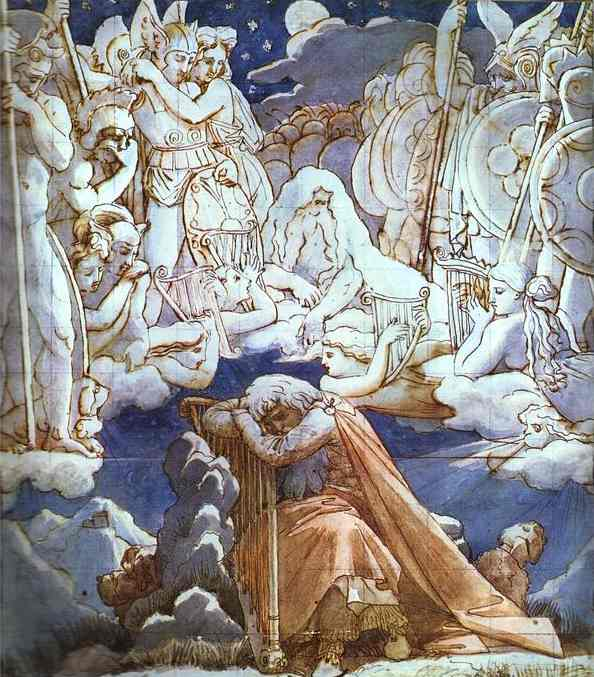
Una versione ad inchiostro e acquerello dell'opera.

Come Napoleone, anche Ingres era un ammiratore del bardo gaelico e aveva fatto un disegno del Sogno di Ossian nel 1809, mentre studiava all'accademia di Francia a Roma. Tra il 1810 e il 1812, Miollis, il governatore francese a Roma, commissionò a Ingres due dipinti grandi per l'ex palazzo papale del Quirinale. Uno doveva adornare il salotto dell'imperatrice Maria Luisa e l'altro era per il soffitto della stanza da letto di Napoleone. Per la prima stanza Ingres dipinse Romolo vincitore di Acrone nel 1812, mentre per la seconda completò Il sogno di Ossian nel 1813 su una tela che poi fu apposta al soffitto della camera. Esistono anche delle versioni a matita o ad acquerello sullo stesso tema. L'artista trovò l'ispirazione nel dipinto commissionato a Gérard nel 1801. Si sa che Ingres aveva delle litografie del dipinto di Gérard e aveva fatto degli schizzi dei suoi dettagli. Alcune scelte della composizione potrebbero essere state influenzate anche dall'opera  Ossian, ou Les bardes di Lesueur, che Dominique Ingres potrebbe aver visto in quanto veniva rappresentata di frequente tra il 1806 e il 1811. Inoltre, è stato ipotizzato che le figure ingresiane e la tecnica dei contorni negli studi del quadro si rifacessero all'illustrazione Il consiglio degli dèi dell'artista inglese John Flaxman (1792).
Napoleone non usò mai la camera da letto per la quale Il sogno di Ossian era stato creato. Dopo la caduta di Napoleone Bonaparte e durante le sconfitte francesi in Italia, il dipinto venne portato via dal palazzo del Quirinale e probabilmente venne venduto. Ingres ricomprò il dipinto nel 1835 con l'intenzione di restaurarlo dalle sue condizioni precarie e forse per rivenderlo. Originariamente il quadro aveva una forma ovale, ma Ingres lo inserì in una cornice rettangolare dopo averlo ricomprato. Egli realizzò vari studi preparatori nei quali modificava la composizione per la sua nuova cornice prima di incaricare l'allievo Raymond Balze di schizzare i cambiamenti. Il lavoro di Balze, però, non fu mai completato, lasciando alcune figure che sembrano raddoppiate (come il guerriero con la lancia a sinistra). Dopo la morte dell'artista la tela venne ereditata dal museo di Montauban nel gennaio del 1867.

## Descrizione

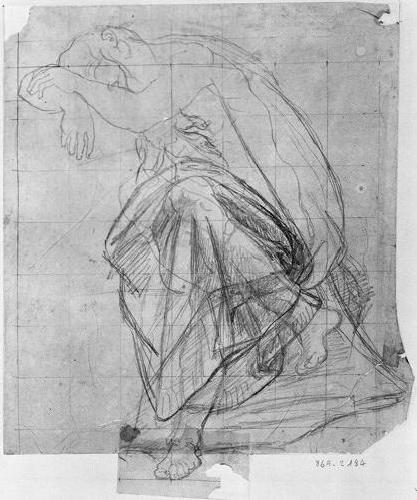
Uno studio a matita del bardo celtico, oggi al museo Ingres.

Ossian è seduto al centro in primo piano, mentre si appoggia alla sua arpa e sogna. Il poeta è accompagnato da un segugio nel paesaggio roccioso. La visione è incorniciata a destra dal figlio di Ossian, Oscar, che impugna una lancia e uno scudo, e a sinistra da una donna che tiene un arco con una mano e tende verso l'altra verso Ossian. La figura è stata interpretata da alcuni come la moglie di Ossian, Evirallina, e da altri come la moglie di Oscar, Malvina. Dietro a questa figura femminile si trova Fingal, il padre di Ossian, che guida un gruppo di guerrieri, alcuni dei quali sono abbracciati da delle donne nude. Al centro del sogno, quattro dee
suonano l'arpa nelle nuvole davanti al dio Starno, seduto e con la barba lunga. L'atmosfera lunare si adatta alla camera da letto dove si trovava originariamente la tela.
La fonte letteraria della scena del dipinto si trova in un passaggio di La guerra di Inisthona dai Canti di Ossian di James Macpherson. Il passaggio racconta di come Malvina incanti Ossian e lo addormenti, e di come nel sonno egli sognasse il passato. La scena del sogno è anche presente nel quarto atto dell'opera Ossian, ou Les bardes, che descrive dei soldati in armi e le loro amanti che si trovano anche nel dipinto. L'inclusione delle quattro dee che suonano l'arpa dentro le nuvole potrebbe essere un altro riferimento all'opera lirica.

## Interpretazione
Il sogno di Ossian è considerato un dipinto di storia, un genere nel quale il giovane Ingres desiderava dedicare la propria carriera. Ossian consentì di staccarsi dal classicismo greco-romano che dominava l'arte francese all'inizio dell'Ottocento. Eppure, l'opera viene considerata da alcuni come un dipinto di storia anticlassicista. L'autenticità storica di Ossian è stata oggetto di un dibattito dell'epoca e la composizione presenta comunque degli aspetti classici come lo stile delle armature indossate dai soldati, vicino a quello romano.

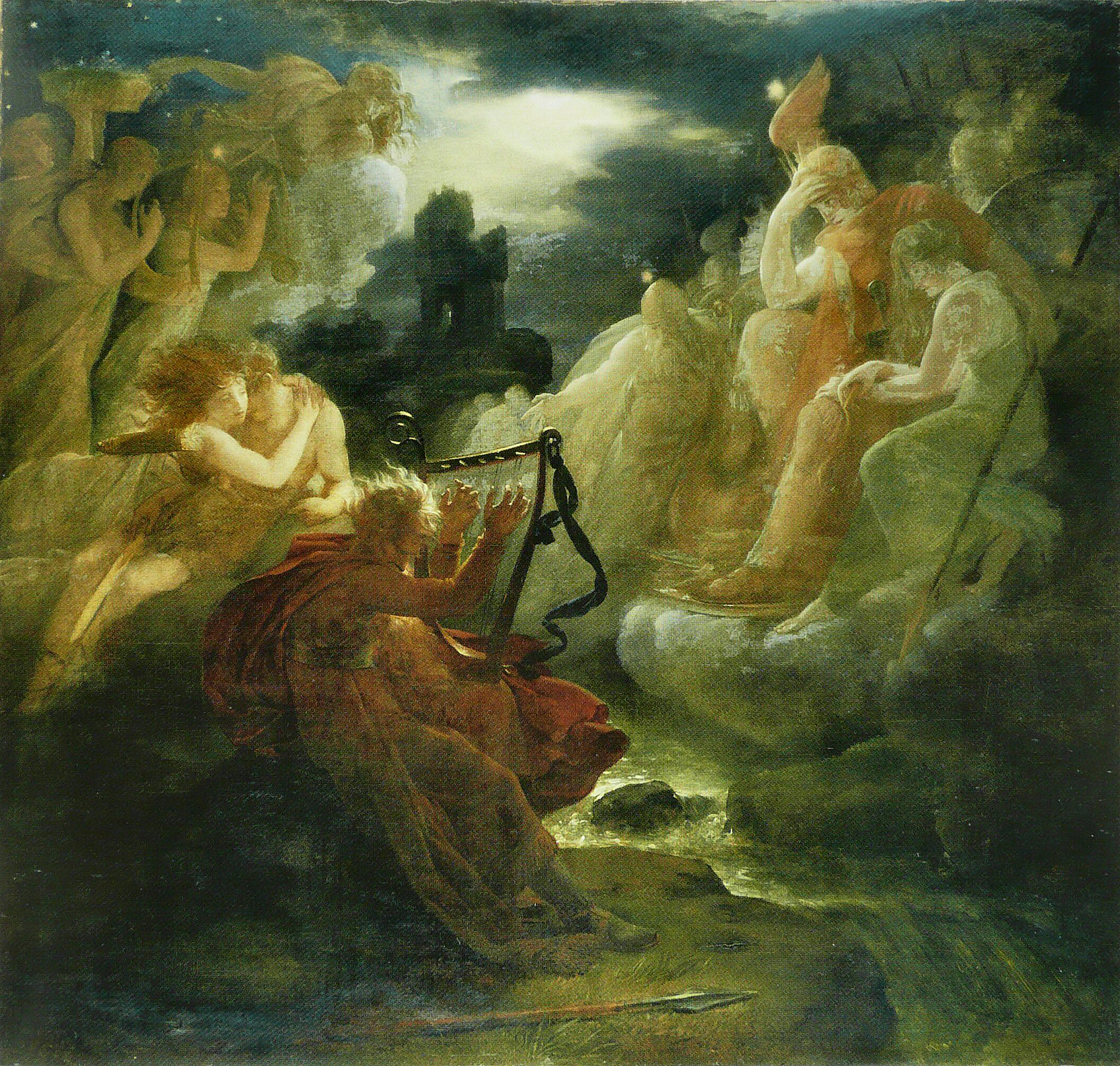
François Gérard, Ossian che evoca i fantasmi, 1801

Gli studiosi hanno tracciato una serie di collegamenti tra Il sogno di Ossian ingresiano e Ossian che evoca i fantasmi di Gérard. Lo storico dell'arte Robert Rosenblum nota inoltre come il primo sia "chiaramente indebitato" con l'ultimo. Nei due dipinti, il bardo gaelico evoca degli spiriti e le memorie del passato che torreggiano su di lui. C'è anche un parallelo potenziale tra la figura di Malvina (o Evirallina) nel dipinto ingresiano e il fantasma di un vecchio bardo nell'opera di Gérard, in quanto entrambe le figure cercano di avvicinarsi a Ossian. Delle altre somiglianze sono il vestito del poeta, le divinità con l'arpa e gli amanti che si abbracciano. Al contrario, sono presenti degli elementi di contrasto, come il fatto che l'Ossian di Gérard richiama gli spiriti di sua volontà, mentre quello ingresiano li sogna. Per giunta, lo scrittore d'arte Henry Okun descrive il quadro di Gérard come una "frenesia romantica" e quello di Jean-Auguste-Dominique Ingres "pieno di una calma neoclassica", con delle nuvole che hanno una "consistenza come quella del cemento".
Nel 1952, l'editore artistico Thomas B. Hess vide nell'opera "tutto il tono emotivo e la furia singhiozzante che caratterizzarono l'aspetto tardivo della pittura romantica." Nel suo articolo del 1968 su una mostra su Ingres al Petit Palais, la storica dell'arte inglese Anita Brookner non vedeva in modo propizio il quadro. Ella descrisse la rappresentazione del sogno com una "grisaglia" e il quadro come un'opera ingresiana che deve essere "cancellata". Nel 2018,  l'antropologo Peter Gow scrisse che questo era un "quadro molto strano" e spiegò che il giovane Ingres che l'aveva dipinto era "bizzarramente reazionario o bizzarramente profetico".